# Clube de Futebol União de Coimbra
O Clube União 1919 CvM ou normalmente apenas designado por União de Coimbra, é um clube de futebol de Coimbra, fundado em 1919.
O União de Coimbra é o segundo clube mais representativo da cidade de Coimbra.

## História
No dia 2 de Junho de 1919, o clube é fundado com o nome de União Foot-Ball Coimbra Club. Mais tarde, os dirigentes decidiram mudar o nome para Clube de Futebol União de Coimbra. 
O União de Coimbra foi fundado por um grupo de jovens ligados ao comércio e indústria da cidade, que decidiram associar-se e fundar o seu próprio clube de futebol. 
As primeiras conversas tiveram lugar na loja do sapateiro Afonso Chato, no Largo do Romal, em Outubro de 1918. As reuniões seguintes foram efetuadas no Largo de Sansão, atual Praça 8 de Maio, no coração da baixa conimbricense.  
O clube participou no Campeonato de Portugal em seis ocasiões, concretamente nas épocas de 1925/26, 1926/27, 1928/29, 1929/30, 1932/33 e 1933/34. A melhor classificação de sempre nesta extinta competição obteve-a nas temporadas de 1925/26 e 1928/29 quando alcançou os oitavos de final. Destaque ainda, na década de 30, para as presenças do clube, em duas ocasiões, na Segunda Liga, concretamente nas temporadas de 1934/35 e 1936/37.  
Ao longo da sua história, o clube unionista utilizou como campo de jogos vários locais. Atualmente, utiliza o Estádio Municipal Sérgio Conceição. Em 1972/73, o clube jogou na Primeira Liga, jogava no Estádio Municipal de Coimbra. Mas o recinto que mais se identifica com a vida do clube é, sem dúvida, o popular Campo da Arregaça, a casa do União de Coimbra, que foi inaugurado a 14 de Outubro de 1928.  
Durante as décadas de 30, 40 e 50, o União de Coimbra contou com varias participações na Segunda Divisão. Em 1945/46 venceu a Série 5 do Campeonato Nacional da 2ª Divisão e disputou a fase final da competição. O clube unionista participou na Taça de Portugal em algumas ocasiões, e na temporada 1943/1944, o clube conseguiu alcançar as Quartas-de-final da Taça de Portugal. Mas acabou por ser eliminado pelo Vitória Sport Clube, sendo esta a melhor prestação que o União de Coimbra fez na segunda prova mais importante do Futebol Português. Nas temporadas de 1949/50, 1950/51 e 1951/52, o União de Coimbra venceu sempre a sua Série na Segunda Divisão. Porém, nas fases finais nunca conseguiu alcançar uma classificação que lhe permitisse o acesso à Primeira Divisão. No final da época de 1956/57, a equipa conimbricense desceu à III Divisão, regressando somente ao segundo escalão do futebol português no final da temporada de 1958/59. O União de Coimbra voltou a descer à Terceira Liga no final da época de 1960/61. Só voltaria à Segunda Liga na temporada de 1969/70, onde depois de vencer a Série B da Terceira Liga, se sagrou vice campeão nacional daquele escalão. Com este regresso à Segunda Liga, o União de Coimbra iniciou aqui o caminho que levou a coletividade ao mais alto patamar do futebol português.

### Pela primeira vez na Primeira Divisão
Chegou a época de 1971/72, na qual o União de Coimbra venceu a Zona Norte da 2ª Divisão, depois de uma luta renhida com o Grupo Desportivo Riopele e o Atlético Clube Marinhense, garantindo, assim, a subida histórica à Primeira Liga. Na temporada de 1971/72 o União de Coimbra sagrou-se ainda campeão nacional da Segunda Liga, conquistando assim o primeiro título nacional do seu palmarés. Foi fugaz a passagem do União de Coimbra pela Primeira Liga. Os resultados alcançados na temporada de 1972/73 foram medíocres e a zona de despromoção esteve sempre presente. Apenas 17 pontos em 30 jogos da competição, com apenas 5 vitorias e 7 empates. Ficou classificado na 14ª posição da tabela geral e por isso foi obrigado a disputar no final da época de 1972/73 o denominado Torneio da Competência com clubes da Segunda Divisão, para tentar a manutenção no primeiro escalão. Não conseguiu atingir esse objetivo e acabou definitivamente relegado à Segunda Divisão, e a sua eterna rival Associação Académica de Coimbra subiu ao principal escalão do Futebol Português nesse mesmo ano. Tentou o regresso ao convívio dos grandes logo na temporada seguinte de 1973/74, mas não conseguiu. Nesta época, destaca-se a conquista pelo clube da Taça Disciplina, troféu instituído pelo extinto jornal O Mundo Desportivo, destinado a premiar a equipa mais disciplinada das três divisões do futebol nacional.

### Entre a Segunda e a Terceira Liga
Pior que o falhado retorno à Primeira Liga, seria a descida à Terceira Liga no final da época de 1974/75. Regressou ao segundo escalão português logo na época seguinte, sagrando-se, vice campeão nacional da Terceira Liga na temporada de 1975/76. No final da década de 70 início da década de 80 foi novamente relegado à Terceira Liga. Todavia, na época de 1980/81 regressou ao segundo escalão, venceu a Série C da 3ª Divisão Nacional com larga vantagem sobre o 2º classificado, venceu a 2ª fase Zona Norte e no final da competição venceu O Elvas Clube Alentejano de Desportos por 3-1 e sagrou campeão nacional da 3ª Divisão. Nesta temporada de 1980/81 venceu a Taça Capital, troféu instituído pelo jornal A Capital, premio que se destinava a distinguir o clube com melhor regularidade durante a época.

### Anos 80 e 90
Já em finais da década de 80, concretamente no final da temporada de 1987/88, novo retrocesso no clube, descendo novamente à Terceira Liga. Em 1990/91, pelo alargamento das competições nacionais, jogou na 2ª Divisão “B”, mas no final da época desceu à Terceira Liga. Em 1992/93 venceu a Série C da Terceira Liga, subindo à 2ª Divisão “B”. Venceu depois a Zona Norte da competição, sempre sem derrotas, até que na final da competição, frente ao Odivelas Futebol Clube, perdeu no desempate pela transformação de grandes penalidades. Sagrou-se assim, de novo, vice-campeão nacional da Terceira Liga. 

### Desde 2000 até aos dias atuais
O inesperado aconteceu: foi a descida do clube unionista às competições regionais no final da época de 2006/07. Em 2016, por razões jurídicas, o clube conimbricense foi obrigado a mudar de nome e passou-se a designar por Clube União 1919. Na temporada de 2021/22, o clube conseguiu o acesso para disputar o Campeonato de Portugal (liga). Na temporada de 2022/2023, com algumas mais-valias no plantel como João Rebola, João Seco, Bernardo Dentinho e Will Sozinho, o clube unionista conseguiu regressar ao Campeonato de Portugal (liga).

## Condecorações
- Cavaleiro da Ordem do Mérito em 10 de Junho de 1944.[4]

- Instituição de Utilidade Pública em 8 de Maio de 1981.[5]
- Medalha de Ouro da Cidade em 2 de Junho de 1984.[5]
- Medalha de Mérito Desportivo em 31 de Maio de 1989.[5]
- Medalha de Bons Serviços Desportivos em 23 de Setembro de 1995.[5]
- Diploma de Mérito de Agente Desportivo (A.F.C - 1998).[5]

## Jogadores notáveis
|  | Nome             | Período             |
|  | ---------------- | ------------------- |
|  | Antonio Curado   | 1942-44             |
|  | Angêlo           | 1947-48             |
|  | Seabra           | 1966-81             |
|  | Brasfemes        | 1967-71             |
|  | Melo             | 1968-73             |
|  | Fernando Niza    | 1969-73 até 1974-78 |
|  | Barros           | 1972-73             |
|  | Dani Silva       | 1972-1973           |
|  | Miguel Perrichon | 1972-1973           |
|  | Vitor Gomes      | 1972-1973           |
|  | Damião           | 1972-1983           |
|  | Toninho          | 1974-1981           |

|  | Nome            | Período             |
|  | --------------- | ------------------- |
|  | Carlos Ferreira | 1974-1983           |
|  | Pereira         | 1980-82             |
|  | Vitor Duarte    | 1981-85 até 1994-96 |
|  | Antonio Freitas | 1981-82             |
|  | Vitor           | 1981-1982           |
|  | Dani Pinto      | 1982-83             |
|  | Freitas         | 1983-94             |
|  | Nando           | 1984-85             |
|  | Camegim         | 1984-88             |
|  | Jorge Paixão    | 1986-87             |
|  | Nogueira        | 1987-90             |

|  | Nome           | Período   |
|  | -------------- | --------- |
|  | Nuno Raquete   | 1992-97   |
|  | Earl Jean      | 1992-93   |
|  | Camilo         | 1993-95   |
|  | Sà             | 1994-01   |
|  | Rui Marcos     | 1996-97   |
|  | Rogério Matias | 1996-97   |
|  | Marinho        | 1997-98   |
|  | Milan Pudaric  | 1998-01   |
|  | Rasca          | 2001-02   |
|  | Luis Pimenta   | 2006-07   |
|  | Yannick        | 2007-2008 |

## Infraestruturas desportivas
O União de Coimbra disputava, tradicionalmente, os seus jogos em casa no Campo da Arregaça. Atualmente, a equipa unionista joga no Estádio Municipal Sérgio Conceição.

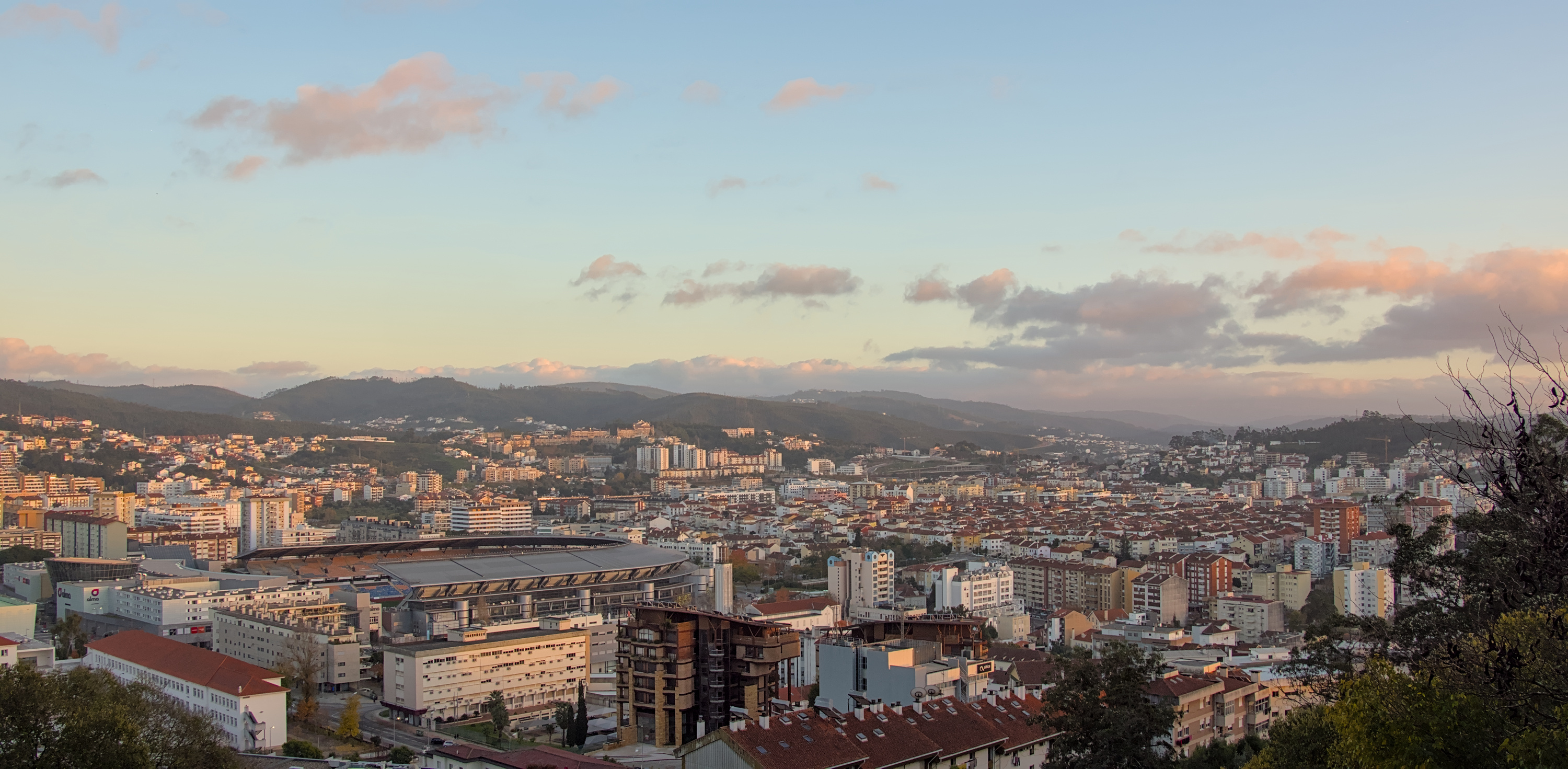
Na temporada 2021/2022, o clube unionista disputou uma partida no Estádio Cidade de Coimbra, a contar para a 3.ª eliminatória da Taça de Portugal para defrontar o Graciosa dos Açores, e o emblema conimbricense venceu por 2-1 a equipa açoriana.

## Claque
A atual e única claque oficial do clube tem como nome "Rambos da Arregaça", criada por um grupo de adeptos do clube unionista. A claque mostrou-se solidária á causa LGBT na página do Facebook, o que causou polémica entre vários adeptos unionistas. Ainda assim, a claque marca presença em quase todos os jogos do clube. 

## Rivalidades

### Dérbi da Cidade de Coimbra
A rivalidade entre a Académica de Coimbra e o União de Coimbra faz faísca entre academistas e unionistas. Apesar de ambos os clubes já terem militado na principal divisão nacional de futebol, a realidade entre os dois conjuntos é hoje bem diferente. A Académica disputa atualmente a Liga 3, o União disputa o Campeonato de Portugal (liga).

## Palmarés
| Nacionais | Nacionais                     | Nacionais | Nacionais                                                     |
|           | Competição                    | Títulos   | Temporadas                                                    |
| --------- | ----------------------------- | --------- | ------------------------------------------------------------- |
|           | Segunda Divisão               | 1         | 1971–72                                                       |
|           | Terceira Divisão              | 1         | 1970/71                                                       |
| Regionais |                               |           |                                                               |
|           | Competição                    | Títulos   | Temporadas                                                    |
|           | Campeonato de Coimbra         | 7         | 1925/26, 1926/27, 1928/29, 1929/30, 1930/31, 1931/32, 1946/47 |
|           | Total (Regionais + Nacionais) | 9         |                                                               |

Outras conquistas
- Taça da Associação de Futebol de Coimbra: 2008/09

- Campeonato Distrital da Associação de Futebol de Coimbra: 2008/09

- Campeonato da 1ª Divisão Série A da Associação de Futebol de Coimbra: 2011/12
- Taça Disciplina: 1973/74
- Taça Capital: 1980/81
- Divisão de Honra AF Coimbra: 2022/23
- Supertaça AF Coimbra: 2023

Futsal
- Subida à 2.ª Divisão: 2019/20[9]